# Hniloba včelího plodu

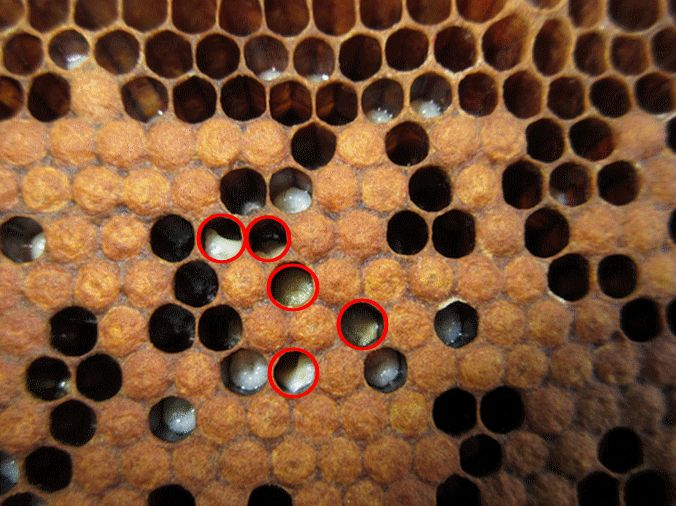
Larvy s klinickými příznaky hniloby mění barvu přes žlutou až do hnědé a jeví se jako “vyfouklé” na dně buňky,

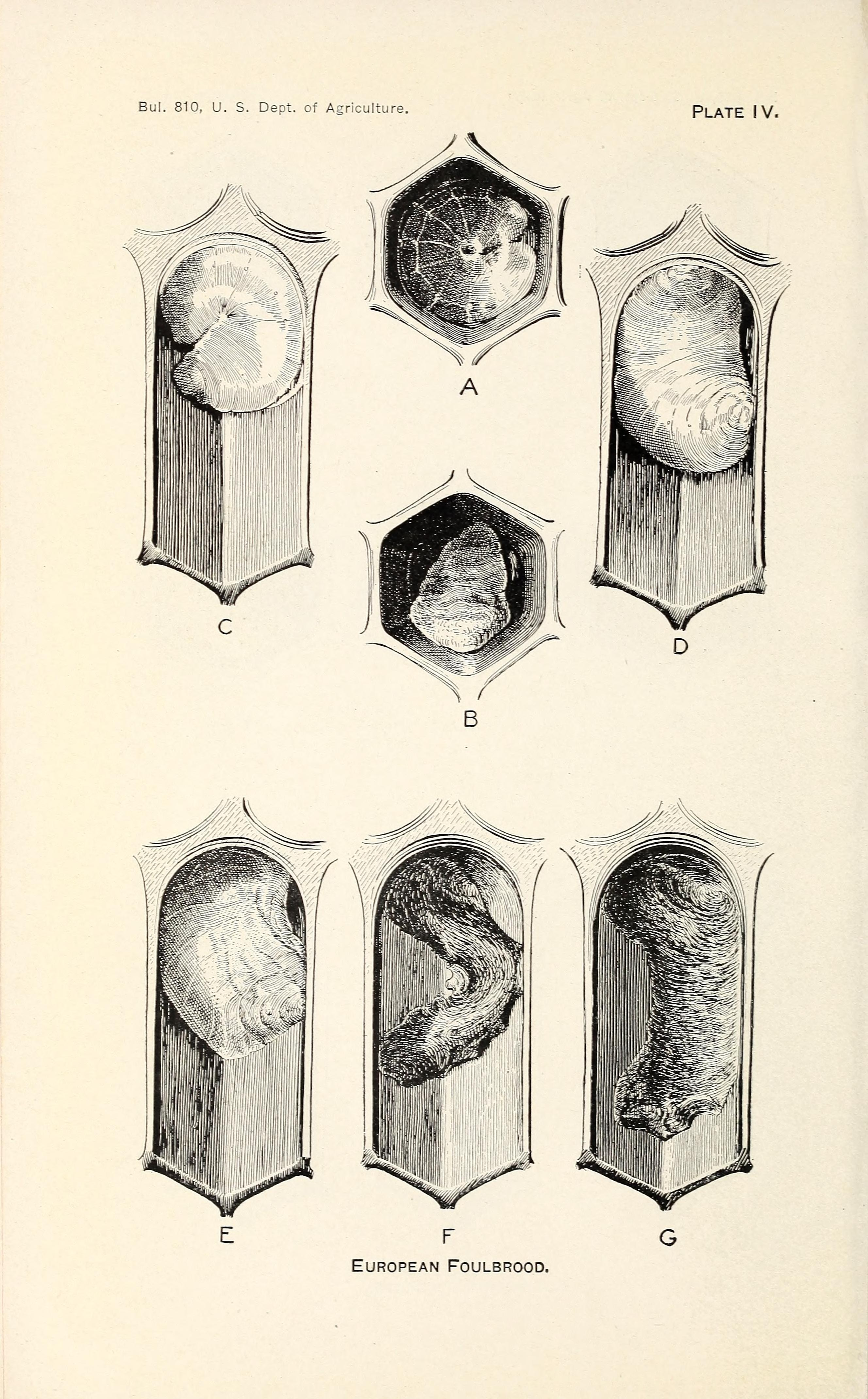
Hniloba včelího plodu

Hniloba včelího plodu je bakteriální nákaza, která postihuje převážně otevřený plod včel. Původcem je nejčastěji Melissococcus pluton, Paenibacillus alvei. Dále to mohou být Bacillus laterosporus, Bacillus gracilesporus, Bacillus eurydice, Streptococcus faecalis, Streptococcus faecium, Streptococcus durans, Melissococcus pluton. Spolu s morem včelího plodu se jedná o velmi nakažlivé onemocnění, které se rychle šíří do okolních včelstev. Nákaza může být zanesena včelařem samotným, například kontaminovaným včelařským vybavením, voskovým dílem nebo s oddělkem. Následně se šíří zalétáváním včel a loupežemi.

## Identifikace
Včelař může pozorovat larvičky, které jsou jakoby vyfouklé, žluté až nahnědlé. Nejmladší larvičky jsou vnímavé k tomuto onemocnění a nakazí se společně s potravou. Plod hyne ještě před zavíčkováním. Tyto larvičky časem vyschnou až v příškvar. Na rozdíl od včelího moru se u hniloby netvoří kašovitá hmota a nikdy se netáhne nitka. Příškvar lze snadno vyjmout z buňky. V pokročilém stádiu hniloby je včelařovi patrná výrazná mezerovitost. Dělnice uklízí uhynulé larvy, zatímco matka se snaží prázdné buňky znovu zaklást. Typickým obrazem je plod různého stáří v sousedních buňkách. 

## Opatření
Hniloba včelího plodu podléhá hlášení krajské veterinární správě, podobně jako mor včelího plodu. Prevence bakteriálních nákaz plodu zahrnuje opatření jako používání včelstev s platným veterinárním osvědčením, nákup od seriózních chovatelů, dezinfekci včelařských pomůcek a udržování síly a zdravotního stavu včelstev. 